# 뱀파이어 해결사 (드라마)
뱀파이어 해결사(Buffy the Vampire Slayer)는 1997년 3월 10일부터 2003년 5월 20일까지 방영된 드라마이다. 감독 및 작가를 맡은 조스 위던은 이 드라마를 제작하기 위해 뮤턴트 에너미 텔레비전 사를 설립했다.
이 드라마는 주인공 버피 서머즈(세라 미셸 겔러)를 중심으로 이야기가 흘러간다. 어느 날 어쩌다 “뱀파이어 슬레이어”가 된 버피는 왓쳐의 도움을 받으며 뱀파이어나 악마들을 처리하는 임무를 맡는다. 전임 슬레이어들과 달리 버피는 친한 친구들을 모아 “스쿠비 갱”이라는 이름의 서클을 결성한다.
이 드라마는 방영을 시작한 후 많은 대중의 관심을 끌었고, 평균 시청자 수는 4,00만~6,00만에 달했다. 주요 4사(ABC, CBS, NBC, Fox)에서는 그다지 큰 성공을 거두지 못했지만, 보다 작고 신생이었던 The WB에서는 비교적 큰 성공을 거두었다. 이 드라마는 “TV 가이드 선정 역대 TV 쇼 50개”에서 41위를 차지했고, 엠파이어지 선정 “역대 TV 쇼 50개”에서는 2위를, AOL TV의 “역대 최고 스쿨 쇼”에서는 3위를 차지했다. 2004년과 2007년 TV 가이드 주최 “역대 컬트 쇼” 투표에서는 3위를 차지했다. 또 타임지의 “역대 최고 TV 쇼 100개”에 들었다. 2013년 TV 가이드에서는 이 드라마를 “역대 최고 드라마 60개”에 넣었다.

## 줄거리
흡혈귀를 물리치는 능력을 지닌 퇴마사 버피와 친구들의 이야기

## 캐스트
주연
크리스티 스완슨 도날드 서덜랜드 폴 루벤스
조연
룻거 하우어 루크 페리